# 卡莱尔沃·托伊沃宁
卡莱尔沃·托伊沃宁（芬蘭語：Kalervo Toivonen，1913年1月22日—2006年7月25日），芬兰男子田径运动员，主攻标枪。他曾代表芬兰参加1936年夏季奥林匹克运动会田径比赛，获得男子标枪铜牌。